# Gnomidolon nigritum
Gnomidolon nigritum là một loài bọ cánh cứng trong họ Cerambycidae.